# Eidsvoll Verk
Eidsvoll Verk là một làng nằm ở Na Uy.
Làng này có ga Eidsvoll Verk trên tuyến Gardermoen. Đây là địa điểm của Công trình sắt Eidsvold trước đây. Đây cũng là địa điểm của Trang viên Eidsvoll, nơi Hiến pháp Na Uy được ký vào năm 1814.